# Лежанка для котів та собак

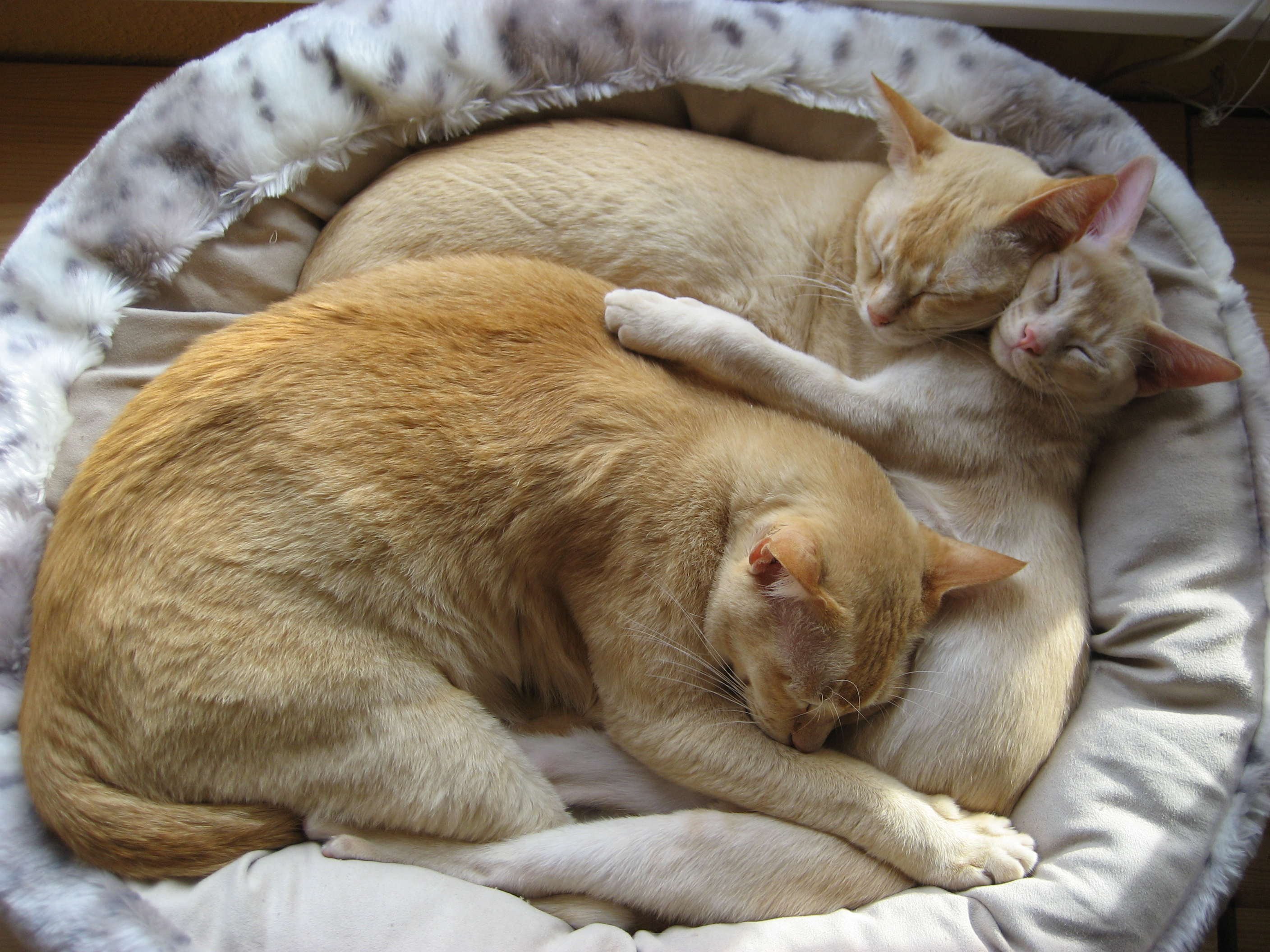
Лежанка з котами

Лежанка для котів та собак — це спеціально розроблений виріб, призначений для забезпечення комфорту та відпочинку домашніх тварин, зокрема котів і собак. Лежанки бувають різних форм, розмірів і матеріалів, адаптованих до потреб різних порід, віку та індивідуальних звичок тварин, широко доступні у зоомагазинах, зоовіділах супермаркетів та інтернет магазинах, можіть виготовлятись на замовлення чи бути цікавим предметом рукоділля.  Лежанки стали невід'ємною частиною інтер'єру житла людини, де проживають домашні улюбленці.

## Призначення
Основна функція лежанки — надати домашній тварині власне місце для сну, спокою та відпочинку. Зокрема, собаки полюбляють м'яке місце для сну, а наявність лежанки покращує сон у собак. Коти також полюбляють лежанки, незважаючи на те, що котячі лежанки, згідно наукового дослідження австралійських вчених - лише третє за популярністю поміж котів місце для сну, після ліжка господарів (найпопулярніше місце для сну) та інших предметів домашніх меблів. Загалом, використання лежанок сприяє:
- кращому сну тварини;
- зменшенню стресу;
- збереженню тепла, особливо в холодну пору року.

## Види лежанок
Лежанки можна класифікувати за кількома ознаками:

### За формою:
- Класичні подушки — прості за формою, м’які поверхні.
- Кошики — зазвичай мають бортики для захисту й комфорту.
- Будиночки — закриті конструкції, що створюють ефект «нори», особливо популярні серед котів.
- Ортопедичні лежанки — із спеціальними матеріалами, призначені для літніх або хворих тварин.

### За матеріалами:
- Тканинні (бавовна, фліс, плюш);
- Пінополіуретан або меморі-фом;
- Синтетичні наповнювачі (холлофайбер, синтепон);
- Натуральні матеріали (вовна, кокосова койра тощо).

Оскільки виробництво лежанок не є достатньо регульоване навіть в провідних країнах, існує виликий ризик того, що в процесі виробництва використані небезпечні синтетичні матеріали та інгредієнти.

## Догляд
Більшість лежанок мають знімні чохли, що полегшує їхнє прання. Рекомендується регулярно чистити лежанку, щоб уникнути накопичення шерсті, пилу, фізіологічних виділень тварини, паразитів.

## Розміри та ергономіка
Правильно підібрана лежанка повинна відповідати розмірам тварини. Занадто мала лежанка обмежує рухи, а занадто велика не створює відчуття захищеності. Багато виробників надають розмірну сітку залежно від ваги та довжини тварини.

## Екологічні аспекти
Зростає популярність лежанок із перероблених або натуральних матеріалів, а також моделей, придатних для вторинної переробки після закінчення терміну використання.

## Ринок та популярність
Популярність зоотоварів загалом, та лежанок, зокрема, відображають зростаючий  тренд "гуманізації", або "олюднення" домашніх улюбленців, які є частиною сучасної культури утримання тварин, а власники витрачають на них все більше грошей, більше ніж коли небудь в людскій історії.  Лежанки для котів і собак є одним із найпопулярніших товарів у зоотоварному сегменті. Прогнозується, що світовий ринок лежанок вирості з неймовірних 5.4 млрд. дол.США у 2025 до 10.5 млрд. долю США у 2035.
1. ↑  Döring, Dorothea; Backofen, Ilona; Schmidt, Jörg; Bauer, Alexander; Erhard, Michael H. (1 листопада 2018). Use of beds by laboratory beagles. Journal of Veterinary Behavior. 28: 6—10. doi:10.1016/j.jveb.2018.07.004. ISSN 1558-7878.
2. ↑  Jul 19, AKC Staff Updated:; Jul 19, 2024 | 5 Minutes Updated:; Minutes, 2024 | 5. The Importance Of A Good Dog Bed: Why Your Pup Needs A Sound Sleep. American Kennel Club (англ.). Процитовано 30 травня 2025.{{cite web}}:  Обслуговування CS1: Сторінки з посиланнями на джерела із зайвою пунктуацією (посилання)
3. ↑  Howell, Tiffani J.; Mornement, Kate; Bennett, Pauleen C. (1 січня 2016). Pet cat management practices among a representative sample of owners in Victoria, Australia. Journal of Veterinary Behavior. 11: 42—49. doi:10.1016/j.jveb.2015.10.006. ISSN 1558-7878.
4. ↑  Fielder, Terran (11 квітня 2025). The Hidden Dangers in Pet Products: What Every Pet Owner Needs to Know. Earth Day (англ.). Процитовано 30 травня 2025.
5. ↑  Чому зараз люди як ніколи витрачають гроші на своїх хатніх тварин, — The Economist. texty.org.ua (укр.). 2024. Процитовано 30 травня 2025.
6. ↑  Pet Beds Market Size, Demand & Growth Forecast 2025 to 2035. www.futuremarketinsights.com (англ.). Процитовано 30 травня 2025.